# Jolán Jászai
Jolán Jászai (Rábatamási, 21 maggio 1907 – Piliscsaba, 26 settembre 2008) è stata un'attrice ungherese.
Iniziò la sua carriera cinematografica nel 1986, a 79 anni, con il film Mamiblu e la concluse nel 2002, con il film Szerelem utolsó vérig.
Era nata a Rábatamási, nell'allora Austria-Ungheria e morì a Piliscsaba in Ungheria, all'età di 101 anni.

## Filmografia
- Mamiblu (1986)
- Csók, Anyu! (1986)
- Szerelem első vérig (1986)
- Hol volt, hol nem volt (1987)
- Szerelem második vérig (1988)
- Ismeretlen ismerős (1989)
- Napló apámnak, anyámnak (1990)
- Szerelmes szívek (1991)
- Édes Emma, drága Böbe (1992)
- Sztracsatella (1996)
- A Szórád-ház (1997) TV
- Szerelem utolsó vérig (2002)